# Astronidium saulae
Astronidium saulae es una especie de planta de flores perteneciente a la familia  Melastomataceae. Es endémica de Fiyi con dos colonias en Viti Levu. Son árboles que crecen en la densa selva de tierras bajas. Hay dos colonias localizadas en el monte Korombamba y Navua. El que existe en las laderas del monte Korombamba con 27 plantas se perdió en 1980 pero se ha regenerado. La otra colonia de 20 plantas se encuentra en un área de 10x20 metros en Navua.

## Fuente
- World Conservation Monitoring Centre 1998.  Astronidium saulae.   2006 IUCN Red List of Threatened Species.   Bajado el 20-08-07.